# 411vm 21
411vm 21 je enaindvajseta številka 411 video revije in je izšla novembra 1996.

## Vsebina številke in glasbena podlaga
Glasbena podlaga je navedena v oklepajih.
- Chaos (Luscious Jackson - Naked eye)
- Transitions (Sincola - One hit wonder, Replicants - Are »friends« electric?)
- Switchstance (Angel baby - Jeanette Jurado)
- Profiles Eric Dressen
- Wheels of fortune Jim Greco, Justin Reynolds, Joel Danenhauer, Pontus Alv, Adrian Lopez (Misfits - I turned into a martian, Misfits - American nightmare, Luscious Jackson - Pele merenque)
- Rookies Giorgio Zattoni (G.U.I. - Skeleton closet girl)
- Contests Tampa AM, RAI Amsterdam (Jamiroquai - Cosmic girl, Zappo mambo - Banda machos)
- Industry Surf plus (Mother earth - Warlocks of the mind part 2)
- Metrospective Long Beach (Dove shack - Summertime in the LBC)

Glasba v zaslugah je Everclear - Fire maple song (akustična).